# Claus T. Helmig
Claus T. Helmig (* 2. Januar 1936 in Frankfurt am Main; † 1. Juni 2016) war ein deutscher Baseballspieler, Manager und Funktionär. Er erhielt als erster Deutscher einen Profivertrag bei einem amerikanischen Farmteam und war der erste Europäer, der ein Minor-League-Spiel bestritt. Er gilt als einer der größten Baseballer Deutschlands. Helmig war Gründer und 20 Jahre lang Abteilungsleiter des zweimaligen deutschen Meisters Mannheim Amigos und vier Jahre Präsident der Mannheim Tornados. Seit dem Jahr 2006 ist er Mitglied der deutschen Baseball Hall of Fame.

## Karriere als Spieler
Helmigs Interesse am Baseballsport entwickelte sich während der amerikanischen Besatzung Deutschlands. Nach der Schule schaute er den in Mannheim stationierten Amerikanern regelmäßig beim Spielen zu. Später spielte er immer öfter selber mit.
1953 gründete Helmig die Mannheim Knights, ein Jahr später war er bereits Teil der deutschen Baseballnationalmannschaft bei der ersten Baseball-Europameisterschaft in Antwerpen. Nach einer weiteren erfolgreichen EM 1955 wurden amerikanische Talentscouts auf Claus Helmig und seinen Bruder Jürgen aufmerksam. Claus Helmig bekam als erster deutscher Spieler einen Vertrag bei einem US-amerikanischen Profi-Franchise, den Baltimore Orioles. 1956 absolvierte er ein Spiel für die Paris Orioles aus Paris (Texas) auf Class D-Level in der Sooner State League.
Helmig hat für die deutsche Baseballnationalmannschaft an zwölf Baseball-Europameisterschaften und an zwei Baseball-Weltmeisterschaften teilgenommen. Bei diesen Turnieren bestritt er insgesamt 67 Spiele, davon 22 als Pitcher. Offensiv erreichte er einen Schlagdurchschnitt von 21,9 %, 27 Runs, 22 RBI und einen Home Run. Als Werfer hatte er eine Win–Loss von 3–9 und einen ERA von 4,17. Er gewann insgesamt sieben Medaillen bei Europameisterschaften, davon sechs Mal Bronze und eine Silbermedaille bei der Heim-EM 1957.

## Karriere als Trainer und Manager
Helmig gründete Anfang der 1950er Jahre die Mannheim Tornados. Von 1975 bis 1978 war er Präsident der Mannheim Tornados.

## Familie und Privates
Claus Helmig war der Vater von Martin Helmig, dem bis dato wohl erfolgreichsten deutschen Baseballspieler und Bruder von Jürgen C. Helmig, der ebenfalls Mitglied der deutschen Baseball Hall of Fame ist. Neben seiner Karriere als Baseballspieler veranstaltete er Salsakonzerte mit Bands aus Puerto Rico.